# Asthena virgata
Asthena virgata är en fjärilsart som beskrevs av Edward Alfred Cockayne 1950. Asthena virgata ingår i släktet Asthena och familjen mätare. Inga underarter finns listade i Catalogue of Life.